# Holz (Jüchen)
Neu-Holz is een plaats in de Duitse gemeente Jüchen, deelstaat Noordrijn-Westfalen, en telt 27 inwoners (2007). De plaats zal in 2017 gesloopt worden ten behoeve van de uitbreiding van de aangrenzende dagbouw Garzweiler.